# Park Hotels & Resorts
Park Hotels & Resorts Inc. ist ein Immobilien-Investment-Trust (REIT), der sich auf Hotelimmobilien konzentriert. Sie wurde 2017 als Spin-off von Hilton Worldwide gegründet. Sein Unternehmenssitz befindet sich in Tysons, Virginia. Im Portfolio des Unternehmens befinden sich hauptsächlich Hotels der Marken Hilton, Conrad, Waldorf Astoria, DoubleTree, Embassy Suits, Hampton Inn, Juniper und Park 55.

## Geschichte
Der CEO von Hilton Worldwide, Christopher Nassetta, erklärte im Juni 2015, dass das Unternehmen eine Ausgliederung eines REITs im Unternehmensbereich plant, welches ein Immobilienportfolio von 13 Milliarden US-Dollar halten soll.  Der Plan war Teil der Strategie von Nassetta, Hilton zu einem „Asset-Light“-Modell zu machen, um ein rasches internationales Wachstum zu ermöglichen. Ebenfalls sollte durch die neue Struktur von einer Steuererleichterung im Bezug auf die Körperschaftsteuern auf REITs profitiert werden. Hilton kündigte im Februar 2016 endgültige Pläne an, einen seine Immobilien (Park Hotels & Resorts) und sein Timesharing-Geschäft (Hilton Grand Vacations) als separate Unternehmen abzuspalten. Die Ausgründungen wurden am 4. Januar 2017 abgeschlossen. Park Hotels wurde der zweitgrößte börsennotierte Hotel-REIT mit 67 Hotels.
Im Jahr 2018 verkauften Park Hotels 13 Hotels, die als „nicht zum Kerngeschäft“ gehörend betrachtet wurden, darunter 10 ihrer 14 internationalen Immobilien, für insgesamt 519 Millionen US-Dollar.
Die HNA Group, die mit 25 Prozent am Unternehmens beteiligt war, verkaufte im März 2018 alle ihre Aktien im Rahmen eines Aktienrückkaufs für insgesamt 1,4 Milliarden US-Dollar.
Im Mai 2019 teilte das Unternehmen mit, den Konkurrenten Chesapeake Lodging Trust für einen Betrag von 2,7 Mrd. US-Dollar zu kaufen.

## Portfolio
Park Hotels & Resorts besitzt 66 Hotels ganz oder teilweise. Alle Hotels arbeiten mit Marken, die von Hilton Worldwide lizenziert sind, wobei der Großteil der Hotels Hilton, DoubleTree und Embassy Suites sind. Park Hotels verwaltet vier der Hotels selbst, der Rest wird von Hilton Worldwide verwaltet.
Hotels im Besitz des Unternehmens sind:
- Capital Hilton – Washington, DC (25 % Zinsen)
- Caribe Hilton – San Juan, Puerto Rico
- Embassy Suites Washington DC Georgetown – Washington, DC
- Hilton Chicago – Chicago, Illinois
- Hilton Hawaiian Village – Honolulu, Hawaii
- Hilton New Orleans-Riverside – New Orleans, Louisiana
- Hilton Orlando Bonnet Creek in Orlando, Florida
- Hilton Orlando Lake Buena Vista in Lake Buena Vista, Florida
- Hilton San Diego Bayfront – San Diego, Kalifornien (25 % Beteiligung)
- Hilton San Francisco Union Square – San Francisco, Kalifornien
- Hilton Waikoloa Village – Puako, Hawaii
- New York Hilton Midtown – Manhattan, New York City, New York
- Waldorf Astoria Orlando – Orlando, Florida